# Галшка Гулевичевна
Елизавета (также Галшка, Гальшка, Гельжбета от пол. Halszka, Halżbieta) Васильевна Гулевич, известная как Галшка Гулевичевна (ок. 1575 или 1577 — 1642, Луцк, Волынь) — представительница старинного украинского шляхетского рода Гулевичей, меценатка, фундатор Киевского Братского Богоявленского монастыря и Киевской братской школы, от которой ведёт историю Киево-Могилянская академия. Завещала также деньги Луцкому братству. Заботилась о развитии духовности и просвещения. Канонизирована Православной церковью Украины в 2021 году как местночтимая святая, а в 2022 году — во всей ПЦУ.

## Биография

### До 1615 года
Происходила из влиятельного шляхетского рода Гулевичей, известного с XV века, представители которого занимали различные должности на Волыни и других землях Речи Посполитой, достигали высоких церковных должностей, обладали населёнными пунктами. Вероятно происходили из Галиции.
Дед Галшки Гулевичевны, Федор (Феодосий) Гулевич, был волынским земянином, позже рукоположён в православного Луцкого и Острожского епископа, имел пять сыновей. Отец Галшки Василий Гулевич-Затурецкий был владимирским подстаростой и волынским войским. От трёх его жён, кроме Галшки, у него были сыновья Андрей, Михаил, Василий и Бенедикт, дочери Мария и Анна. Галшка родилась, вероятно, в его деревне Затурцы на Волыни в 70-х годах XVI века.
В 1594 году Галшка вышла замуж за Криштофа Потея, сына Ипатия Потея — Берестейского земского судьи (1580—1588) и каштеляна (1588—1593), православного епископа Владимирского и Берестейского (с 1593), одного из главных инициаторов Брестской унии, впоследствии униатского митрополита Киевского и Галицкого. После ранней смерти мужа, Галшка Гулевичевна воспитывала дочь Екатерину, в 1615 году отдала её замуж за оршанского хорунжего Николая Млечка.
В 1601/1602 году вышла замуж во второй раз за Стефана Лозка, мозырского маршалка. Галшке на тот момент было около 30 лет, Стефану — 60. Супруги имели сына Михаила, жили в семейной усадьбе в Киеве на Подоле, недалеко от городской ратуши.

### Дарственная
В конце XVI — в начале XVII веков на украинских землях возникают типографии и школы. В их поддержку развёртывается благотворительность, к которому, как считается, присоединилась и Галшка.
14 октября 1615 составила и подписала дарственную (фундуш), которая 15 октября была внесена в киевские гродские книги. Таким образом дарственная вступила в юридическую силу. В дарственной она отписала свой дом с землями в Киеве для основания нового монастыря, госпиталя и школы для детей всех сословий. В дарственной отмечалось:
Я, Галшка Гулевичевна, жена его милости господина Стефана Лозки, маршалка Мозырского, с согласия его милости на все ниже изложенное, будучи здорова телом и разумом, явно добровольно осознаю этим моим добровольным письмом, что я, живя постоянно в древней святой Православной Церкви и благоговейным рвением пылая к ней, из любви и дружелюбия к братьям моим — народу русскому и для спасения души своей с давних времен умыслила Церкви Божией добро творить <...> Даю, дарую и записываю правоверным и благочестивым христианам народа русского в уездах Киевского, Волынского и Брацлавского сословием духовным и светским: инокам, священникам и диаконам чина монашеского и чина мирского, сиятельным княжатам, вельможным панам, шляхте и всякого другого звания и состояния людям русским...
Как и положено, в дарственной указывались границы дарованного имения, расположенного недалеко от Контрактовой площади. В дарственной Галшка оговаривала назначение вклада:
Все это — на ставропигийский монастырь совместной жизни по чину Василия Великого, также на школу детям, тако шляхетским, како мещанским, и на всякий другой способ богоугодной жизни, который бы <...> служил воспитанию и представлению наук учтивых детям народа христианского, а при этом и на гостиницу странников духовных с тем, чтобы монастырь, и школа, и весь чин руководствовался законом Восточной Церкви Греческого обряда.
Благодаря пожертвованию Галшки Гулевичевны инициаторы Киевского братства получили усадьбу с землей в Нижнем Киеве, то есть на Подоле, для устроения монастыря и школы. Развитием монастыря занимался печерский монах, основатель ряда монастырей на украинских землях Исайя Копинский, имя которого упоминает Галшка в своей дарственной. Школа могла разместиться в доме Галшки Гулевичевны и Стефана Лозки, однако в самой дарственной о здании на «дворе с плацом» не упомянуто. Пожертвованием своей усадьбы Галшка Гулевичевна сделала возможным открытие Киевской братской школы, которой после реформы Петра Могилы пришлось сыграть важную роль в истории украинского образования и культуры.

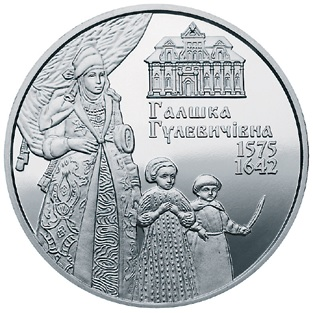
Реверс юбилейной монеты «Галшка Гулевичевна» от Нацбанка, 2015 год

Оригинал дарственного документа историкам неизвестен, так же не обнаружены копии Галшчиной дарственной XVII века. Самый древний документ — это рукописная копия из копиария Киево-Братского монастыря второй половины XVIII века, хранящаяся в Центральном государственном историческом архиве. Его в 1774 году киевский митрополит Гавриил передал Святейшему Синоду вместе с копиями других документов, хранившихся в Киево-Могилянской академии. Из этих копий киевский митрополит Евгений составил сборник, хранившийся до начала XX века в библиотеке Киевской духовной академии. Список из дарственной впервые был опубликован в 1846 году. Позже он неоднократно перепечатывался и анализировался историками (например, в трудах Виктора Аскоченского, Степана Голубева, Николая Мухина, Фёдора Титова.
Исследователь Максим Яременко отметил, что к середине XVIII века основание академии связывали не с ней, а с митрополитом Петром Могилой и гетманом Петром Сагайдачным. О Галшке впервые «вспомнили» в середине 1760-х годов, когда профессора академии столкнулись с проблемой — стремлением казацкой старшинской элиты кардинально реформировать академию, превратив её в университет. Свое вмешательство в дела учреждения, находившегося в церковной юрисдикции, казаки объясняли тем, что его учредил Сагайдачный . Это заставило могилянцев прибегнуть к более глубоким поискам своих корней, одним из результатов этого и стало появление в истории Киевской академии фигуры Галшки, как основательницы школы. История с дарственной могла помочь доказать, что академия была основана не гетманом, что её основателями были не казаки, а благородная дама. Яременко также обратил внимание на то, что нет никаких доказательств, кроме заверения профессоров, что оригинальная дарственная фигурировала в каких-то делах, требовавших привлечения документов Академии и Братского монастыря.

### Возвращение в Луцк
После смерти второго мужа, в 1618 году, Галшка Гулевичевна стала опекуном своего сына. Михаил стал владельцем родительского Рожева после 1628 года. Оставив все имения своему сыну, Галшка Гулевичивна вернулась в Луцк, где прошли последние годы её жизни. Сохранились документы о судебно-земельных делах Галшки, о имениях, о том, что сын Михаил перешел в католичество. В Луцке Галшка Гулевичевна активно участвовала в жизни Луцкого Кресто-Воздвиженского братства, а в 1641 году — незадолго до смерти — составила завещание, в котором завещала почти все свои средства и те, что ей задолжали, на нужды Луцкого братского монастыря и его церкви.
Галшка Гулевичевна скончалась в 1642 году. Похоронена в крипте Луцкой братской Крестовоздвиженской церкви.

## Дом Галшки в Киеве

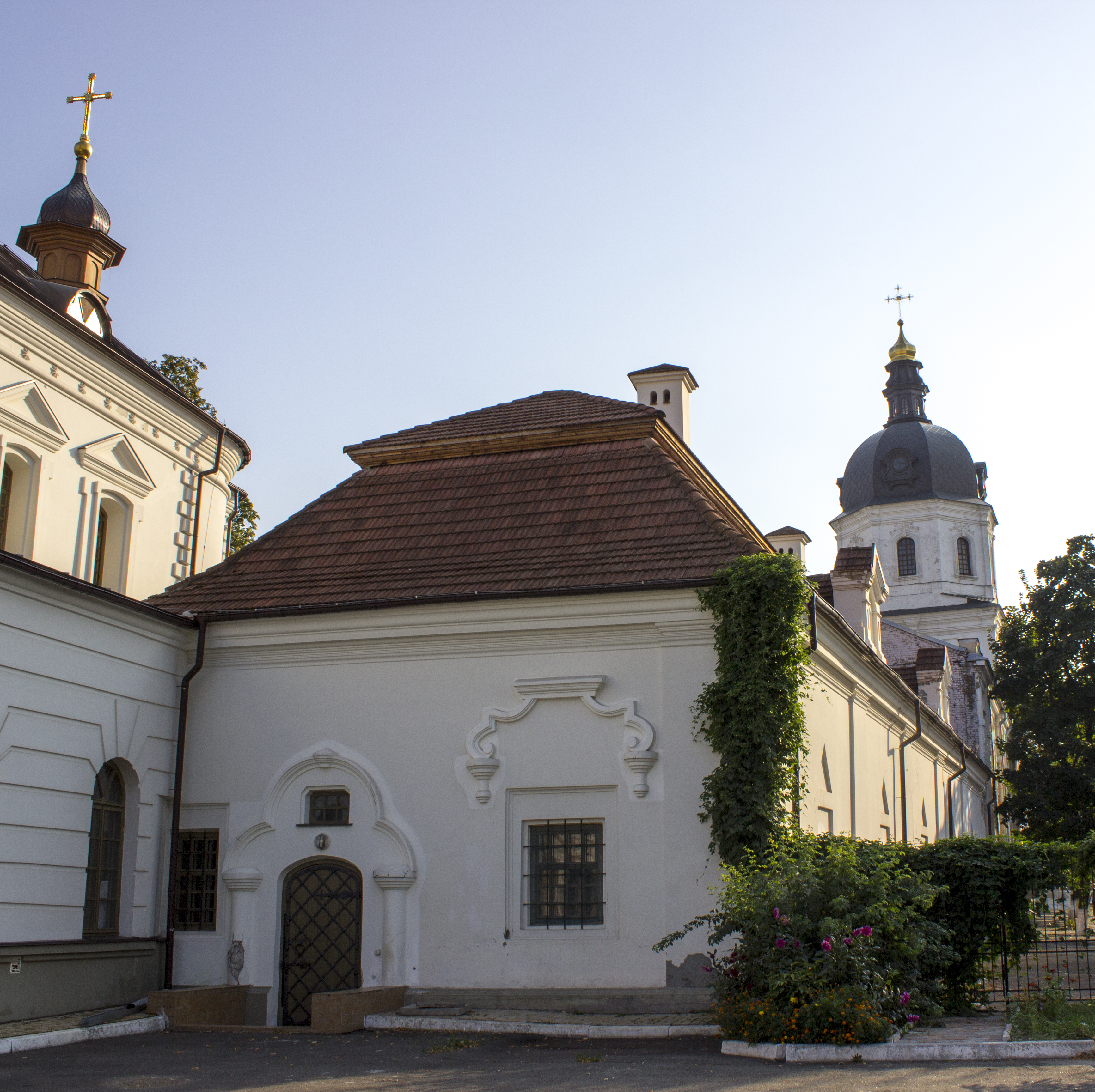
Восточная сторона дома Галшки в Киеве

По мнению исследовательницы Зои Хижняк, школа, которую финансировала Галшка Гулевичевна, могла разместиться непосредственно в доме, принадлежавшем Галшке. Исследователи Юрий Лосицкий и Лариса Толочко локализуют «Камяницу» Галшки Гулевичевны на месте Благовещенской церкви и поварни Братского монастыря, которые с последующими перестройками сохранились до наших дней, расположені на Подоле на территории Национального университета «Киево-Могилянская академия» по адресу улица Григория Сковороды, 2. По мнению исследователей, дом является типичным образцом украинской архитектуры XVI века — домом «на две половины». Сооружение — кирпичное, оштукатуренное, со сводчатым подвалом, прямоугольное в плане. Однако археологическое изучение «поварни» не выявило строительных материалов старше XVI—XVII веков, его фундамент и стены выложены из одинакового красного кирпича.

## Память

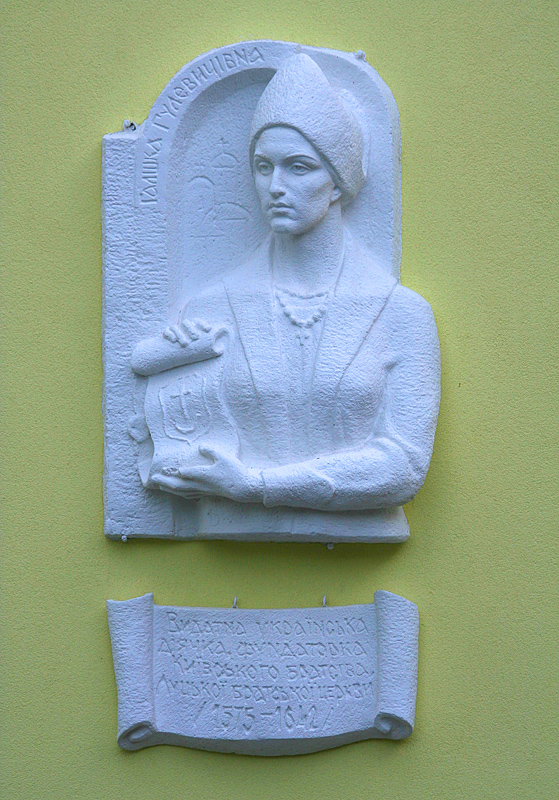
Барельеф Галшки Гулевичевны на Крестовоздвиженской церкви в Луцке

- Один из юношеских пластунских куреней[укр.] станицы Трускавец назван именем Галшки Гулевичевны[17].
- 1992 год — установлен барельеф Галшки Гулевичевны на фасаде Староакадемического корпуса Киево-Могилянской академии[18].
- После смерти Галшки Гулевичевны не осталось ни одного её живописного или графического портрета. По инициативе супругов Натальи и Ивана Даниленко из Соединённых Штатов Америки в 1997 году в Национальном университете «Киево-Могилянская академия» был проведён конкурс на создание воображаемого портрета Галшки Гулевичевны, участники которого представили свои произведения на выставке «Образ женщины — образ нации». В конкурсе приняли участие около 30 художников, среди которых профессиональные мастера и студенты Киево-Могилянской академии[19].
- 1999 год — введена в обращение марка «Галшка Гулевичевна» из серии «Славные женщины Украины» авторства Алексея Штанка[укр.][20] .
- 2001 год — по инициативе Союза украинок[укр.] на стене Крестовоздвиженской церкви в Луцке установлена мемориальная доска в честь Галшки Гулевичевны[21].
- 2007 год — древнюю Армянскую улицу Луцка переименовали в честь Галшки[22].
- 2015 год — Национальным банком Украины введена в обращение монета[укр.] номиналом 2 гривны, посвященная Галшке Гулевичевне[23]
- 2015 год — был введён в обращение почтовый блок «Национальный университет „Киево-Могилянская академия“. 400 лет» изготовлен Укрпочтой. На марке изображена Галшка Гулевичевна в кругу спудеев Киево-Могилянской академии, а также других деятелей академии. Автор — Николай Кочубей[24].
- 15 октября, день подписания дарственной, является академическим праздником Национального университета «Киево-Могилянская академия» — Днем академии. От этого события университет ведёт свою хронологию[25][26].

### Канонизация
22 ноября 2021 года Галшка Гулевичевна была канонизирована как святая, Священный синод Православной церкви Украины предоставил благословение на местное почитание Галшки в епархиях на территории исторической Волыни и в Киеве. 3 февраля 2022 Православная Церковь Украины совершила причисление Галшки Гулевичевны к лику святых как святой праведной Елизаветы Гулевич. Днем празднования установлено 18 сентября (5 сентября по старому стилю). Член Синодальной Комисии по вопросам канонизации святых, протоиерей Виталий Клос, назвал Галшку примером ревности исповедания православной веры, следствием чего является её меценацтво.

### В литературе
- В 1930-х годах Зинаида Тулуб приступила к написанию исторического романа «Людоловы», который выходил также в сокращенной версии под названием «Сагайдачный». Галшка и её сын являются героями первого тома романа[30].
- 1968 год — вышла книга Сергея Плачинды «Неопалимая купина», где также художественно осмысливается фигура Галшки Гулевичевны.
- 1992 год — вышел роман украинской писательницы Александры Богдановой «Возлюбленная патриарха», где Галшка является лирической героиней[31].

## Комментарии
1. ↑  Не стоит путать с Анной Гулевичевной, племянницей Галшки, которая была замужем за родным братом Степана Лозки и жила также на Киевщине.